# 刀鍬形蟲
刀鍬形蟲（學名：Dorcus yamadai），屬於鞘翅目的鍬形蟲科，體長24—62（0.94—2.44英寸），屬台灣特有種，主要分布於中、低海拔原始森林，每年6至8月較易觀察，日夜出沒，具趨光性。體色黑，公蟲體長26—62（1.0—2.4英寸）、母蟲體長24—38（0.94—1.50英寸）。
種名得名自模式標本的採集者山田信夫。

### 書目
- 楊維晟. . 台灣: 天下遠見出版. 2008-12-25 [2008]. ISBN 978-986-216-249-1 （中文）.
- 張永仁. . 臺灣: 遠流. 2006-06-01 [2006]. ISBN 957-325-783-1 （中文）.（繁體中文）

### 引用
1. 1 2  . 台灣生物多樣性資訊入口網-TaiBIF.   [2015-10-12].[]；2015-10-01日之前的前端介面舊版：. 台灣生物多樣性資訊入口網-TaiBIF.   [2015-08-19]. （原始内容存档于2015-08-19）.
2. ↑  楊維晟 2008，第34頁.
3. ↑  . 數位典藏與數位學習國家型科技計畫.   [2015-08-19]. （原始内容存档于2016-03-04）.
4. ↑  . 數位典藏與數位學習國家型科技計畫.   [2015-08-19]. （原始内容存档于2016-03-04）.
5. ↑  Miwa, Y. . 臺灣博物學會會報. 1937, 27 (160): 164–168. ISSN 1606-853X.[]

## 外部連結
- 昆蟲類─鞘翅目 Coleoptera - 南投縣竹山鎮杉林溪自然教育中心
- 鍬形蟲 - 國立臺灣大學昆蟲標本館數位典藏
- . 台灣山林悠遊網電子報. 行政院農業委員會林務局.   [2015-08-25]. （原始内容存档于2016-03-04）.